# یانا کلی
یانا کلی (انگلیسی: Hannah Kelly؛ زادهٔ ۲۰ دسامبر ۲۰۰۰) دونده سرعت زن اهل بریتانیا است.